# Wanzlickova rovnováha
Wanzlickova rovnováha je chemická rovnováha mezi stabilním karbenem a jeho dimerem. Koncept byl navržen pouze pro některé karbeny s vysokou elektronovou hustotou, jako jsou tetraminoethyleny.

## Historie

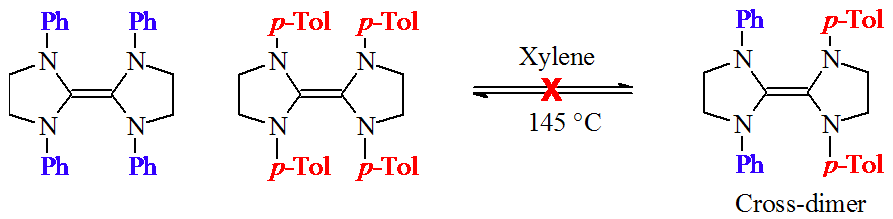

V roce 1960 navrhli Hans-Werner Wanzlick a E. Schikora, že by bylo možné připravit karbeny odvozené od dihydroimidazol-2-ylidenu vakuovou pyrolýzou derivátů 2-trichlormethyl-dihydroimidazolu, přičemž by se odštěpoval chloroform.

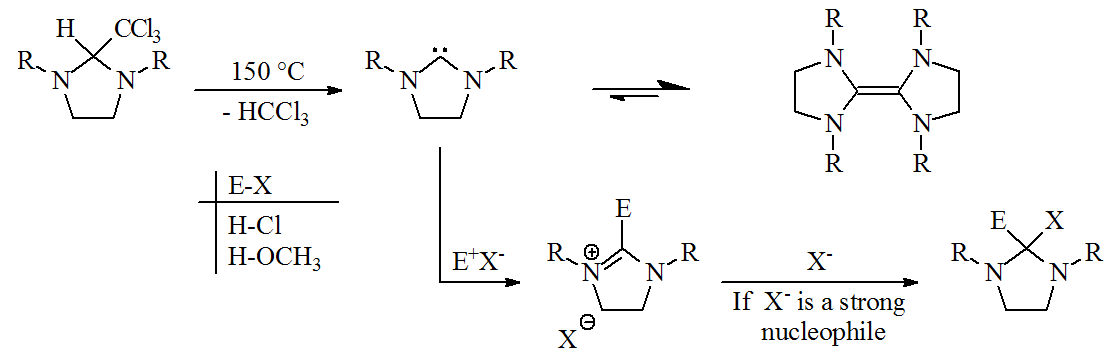
Wanzlickem navržený mechanismus reakce dihydroimidazol-2-ylidenů s elektrofily

Wanzlick a Schikora předpokládali, že po svém vzniku se tyto karbeny nacházejí v rovnováze se svými dimery; tento přístup vyplýval ze studií reaktivity, kde se podle nich ukázalo, že karbeny reagují s elektrofily (E-X). Dimer (substituovaný tetraaminoethen) by měl být neaktivní vůči elektrofilům (E-X) a tak zajišťovat stabilitu karbenu.
Wanzlickovu hypotézu o rovnováze karbenu a jeho dimeru ověřoval David M. Lemal.
Zahřívání směsí různých tetraaminoethenů nevedlo k tvorbě smíšených dimerů,
z čehož vyplývá, že rovnováha karbenu a dimeru se u derivátů dihydroimidazol-2-ylidenu nevytváří.
Lemal navrhl, že Wanzlickova pozorování lze vysvětlit kysele katalyzovanými reakcemi.

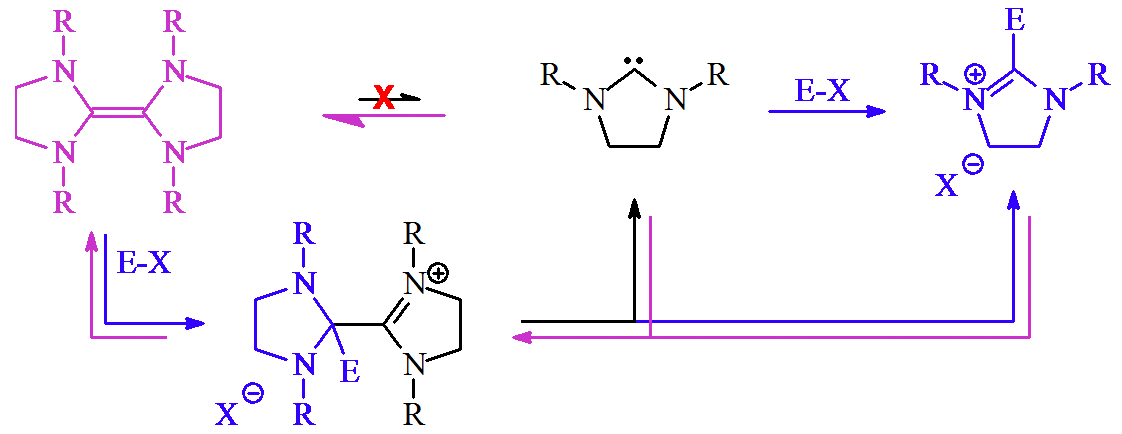
Lemalův mechanismus reakce tetraaminoethenů s elektrofily. Při přebytku E-X vzniká sůl (modře). Za přítomnosti katalytického množství E-X se tvoří dimer (fialově). Tento mechanismus je ale založen na představě, že dimer je stabilnější než monomerní karben, která nebyla potvrzena. E-X může být jak kyselina, tak i sůl kovu, například LiCl.

Lemal předpokládal, že se tetraaminoetheny působením elektrofilů přeměňují na kationtové částice a tyto kationty následně disociují na volné karbeny a soli. Volný karben následně dimerizuje, čímž se obnoví tetraaminoethen, nebo E-X (jak předpokládal Wanzlick), přitom oběma mechanismy vzniká stejný produkt, dihydroimidazoliová sůl.
V roce 1999 Michael K. Denk přezkoumal experimenty podporující Wanzlickovu rovnováhu.
Lemal následně zopakoval své experimenty z roku 1964. Denkova pozorování byla potvrzena pouze, když byl jako rozpouštědlo použit deuterovaný tetrahydrofuran (THF). U toluenu s přidaným hydridem draselným (za účelem deaktivace elektrofilů) ovšem příslušný produkt nebyl pozorován.
Roku 1999 Lemal se svými spolupracovníky zkoumal rovnováhu mezi derivátem dibenzotetraazafulvalenu a příslušným karbenem. Na základě jeho studie Böhm a Herrmann v roce 2000 oznámili, že „existuje Wanzlickova rovnováha mezi tetraaminoethyleny a příslušnými karbeny“.
V roce 2010 toto zjištění potvrdil W. Kirmse.
Jiné studie potvrdily, že diaminokarbeny podléhají kysele katalyzované dimerizaci.